# Colegiul Național „Frații Buzești” din Craiova
Colegiul Național „Frații Buzești” este un liceu situat în centrul Craiovei, România, pe strada Știrbei Vodă. Este una dintre cele mai prestigioase instituții de învățământ secundar din România.

## Istorie

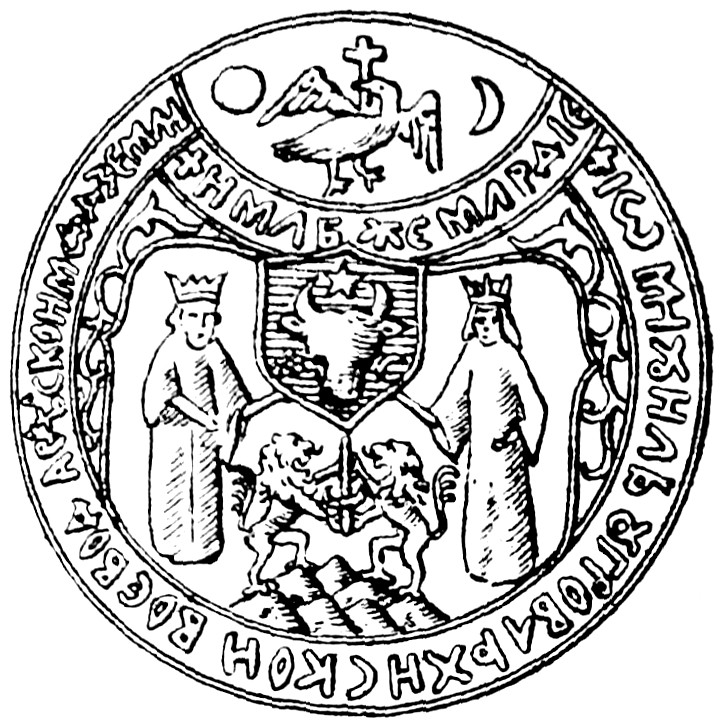
Sigiliul lui Mihai Viteazul, banul Craiovei în 1590

Liceul a fost numit după cei trei nobili loiali, frații Buzești, Preda, Radu și Stroe Buzescu, care au fost cei mai puternici susținători ai voievodului Mihai Viteazul; linia lor nobilă de sânge datează din 1461. Între 1590 și 1600 au luptat cu vitejie, de nenumărate ori în armata prințului creștin Mihai Viteazul împotriva turcilor otomani.
Liceul a fost înființat oficial în 1882 ca „Gimnaziul Real” printr-un decret al Ministerului Cultelor (aprobat de P.S. Aurelian, ministrul culturii la acea vreme), cu o predare preponderent științifică pentru băieți. Motto-ul gimnaziului constă din cele două cuvinte latine de la începutul Cărții Genezei: „Fiat Lux” („Să fie lumină!”).
Primul director al gimnaziului a fost profesorul de matematică Grigore Căzănescu, care a oferit conducere și îndrumare atât studenților, cât și profesorilor de la gimnaziu. La deschiderea sa la 1 noiembrie 1882, gimnaziul avea înscriși în clasa I 62 de elevi; s-a deschis în sala mare a gimnaziului de băieți din clădirea care acum este Colegiul Național „Carol I”, iar primii profesori de limbi străine au fost Ștefan Rudeanu, pentru franceză, și Ferdinand Settelin, pentru germană. Până în 1898 erau 184 de absolvenți ai gimnaziului, dar școala nu a avut propria clădire până în 1930. La 9 ianuarie 1910, Spiru Haret — pe atunci ministru al instrucțiunii și cultelor — a aprobat gimnaziul să se numească „Frații Buzești”. La acea vreme, unul dintre cei mai cunoscuți profesori ai săi era Nicolae Bănescu, profesor de istorie și limba franceză, care a devenit vicepreședinte al Academiei Române. Programul său de studiu era destul de strict și sever, având până la 34 de ore de studiu pe săptămână, continuând astfel chiar și la începutul anilor 1960. Până în 1961, a inclus și pregătirea practică obligatorie în inginerie electrotehnică la fabricile locale ale fabricii „Electroputere” pentru fabricarea motoarelor electrice pentru trenuri, toți absolvenții primind certificate pentru construirea de motoare și generatoare electrice. Cei doi profesori riguroși ai școlii în anii 1960 au fost Sică-Anastasie Petrescu, la matematică, și Teodoreanu — un basarabean rus în vârstă — la fizică.
Totuși, cel mai remarcabil director din întreaga istorie a școlii a fost - între 1920 și 1940 - profesorul de științe ale naturii Ion P. Ionescu-Argetoaia, doctor în geologie, care a renunțat la funcția de profesor la Universitatea din Timișoara, precum și aceea a unui profesor asistent la Sorbona, la Paris, pentru a se alătura Liceului „Frații Buzești” în calitate de conducător; a fost primul care a reușit să obțină aprobarea Ministerului Instrucțiunii pentru construirea monumentalei clădiri a liceului care continuă să fie folosită și astăzi. În timpul celui de-al Doilea Război Mondial, între 1941 și 1942, clădirea școlii a fost folosită de trupele germane ca spital pentru soldații germani răniți, iar mai târziu, între septembrie 1944 și 1949, a fost folosită din nou — de data aceasta de către trupele sovietice de ocupație — ca un spital pentru soldații răniți ai Armatei Roșii; în astfel de vremuri grele, școala a fost nevoită să funcționeze supraaglomerată în clădirile altor școli din Craiova.
Până în anul 2005 erau peste 15.000 de absolvenți de liceu ai CNFB, popularitatea acestuia crescând exponențial după anii 1930.
În prezent, CNFB este o instituție afiliată UNESCO, dotată cu personal didactic de înaltă calitate, trecut și prezent. Absolvenții CNFB studiază în prezent și contribuie la cercetare și cultură în instituțiile academice din întreaga lume.
De peste un secol, absolvenții Colegiului Național „Frații Buzești” au fost admiși prin examene de admitere foarte competitive la universități prestigioase atât din România, cât și din străinătate.

## Echipa de conducere
- Director: Prof. Ileana Didu
- Directori adjuncți:
  - Prof. Aurora Simon
  - Prof. Dorina Goiceanu

## Activitati ale elevilor
Elevii Colegiului Național „Frații Buzești” se implică într-un număr mare de activități științifice și culturale organizate de cluburile studențești și/sau Fundația „Frații Buzești”. Există, de asemenea, o revistă și un jurnal pentru studenți publicate de școală din 1996. Prima revistă pentru studenți a fost, însă, înființată în 1963, iar apoi a fost cenzurată și suspendată de către directorul școlii de la acel moment.

## Absolvenți remarcabili
- Ilie G. Murgulescu (1902–1991) — chimist fizician, fost președinte al Academiei Române[11] [12]
- General locotenent Eugeniu Petre P. Mareș (1907–1995).[13]
- Mircea Grigore (1920–2006)[14][15] [16]
- Marin Sorescu (1936–1996) – poet și istoric literar[17]
- Alexandru Mitru (1914–1989) – unul dintre cei mai prolifici și cunoscuți scriitori români de legende și povestiri mitologice[18][19]
- Sabin Bălașa (1932–2008) – pictor[20][21]
- Petre C. Raicu (1929–1998) – fost profesor de genetică la Universitatea din București și Universitatea Petru Maior din Târgu Mureș; de asemenea, profesor asociat la Universitatea din Paris[22]
- Mihnea Gheorghiu – academician[23][24]
- Radu Voinea (1923–2010) – profesor de mecanică teoretică și inginerie, fost președinte al Academiei Române[25]